# Basalat Jang
Amir al-Umara Shuja al-Mulk Amad al-Daula Nawab Mir Muhammad Sharif Khan Bahadur Basalat Jang (1 de maig de 1737 - Adoni 6 d'octubre de 1782) fou jagirdar de Chicacole i Murtazanaghar i subadar d'Adoni i Raichur.
Era fill d'Asaf Jah I. Va rebre un mansab l'abril de 1756 i fou nomenat subadar de Bijapur fins al 1760; des del 23 de juliol de 1757 fou també Wakil-i-Mutlaq del Dècan fins al 17 de juny de 1759 o 27 de setembre de 1760. Va rebre diversos títols el 1758. El 1760 Salabat Jang li va concedir el districtes de Chicacole i Murtazanaghar com a jagir (feu) i el 1762 Asaf Jah II li va concedir la suba d'Adoni i Raichur, 
Sembla que va intentar fer-se independent i el seu germà el nizam Asaf Jah II l'amenaçava quan va signar el tractat amb la Companyia Britànica de les Índies Orientals el 12 de novembre de 1766 perquè el nizam renunciava als seus drets als Circars Septentrionals a canvi d'una força britànica de suport en cas de guerra (o, en anys de pau, el pagament de 9 lakhs anuals) i un article del tractat estipulava que Nizam Ali hauria de respectar la vida del seu germà Basalat Jang que rebria un dels Circars (el que ja tenia) de manera vitalícia, com a feudatari.
Basalat Jang va morir a Adoni, on havia establert la seva capital, el 6 d'octubre de 1782. El territori havia de passar als britànics, però fou retingut pel nizam d'Hyderabad fins al 1788 en garantia de pagaments deguts.